# 萧敌鲁 (医生)
蕭敌鲁（?—?）。契丹人，辽国医生。    
萧敌鲁是撒葛只后裔，耶律阿保机时，自愿隶属，为太和宫分人。蕭敌鲁通医术，观察人的形色即可知病所在。辽圣宗统和（983—1011）年间，宰相韩德让得宠，蕭敌鲁上奏称韩德让宜赐国姓，籍横帐，蕭敌鲁开始世预太医选。子孙因此为官者很多。一说即耶律敌鲁。